# Saprosma merrillii
Saprosma merrillii är en måreväxtart som beskrevs av Hsien Shui Lo. Saprosma merrillii ingår i släktet Saprosma och familjen måreväxter.
Artens utbredningsområde är Hainan (Kina). Inga underarter finns listade i Catalogue of Life.